# Melilotoides
Melilotoides là một chi thực vật có hoa trong họ Đậu.